# شهرستان سپیدان
شهرستان سپیدان شهرستانی در استان فارس است که مرکز آن شهر اردکان است.

## جمعیت
جمعیت این شهرستان بر پایهٔ سرشماری سال ۱۳۹۵ برابر با ۹۱٬۰۴۹ تن بوده است؛ که با ارتقا بخش بیضاء به شهرستان جمعیت ۳۹٬۸۸۳ تن از مجموع شهرستان سپیدان کم شد و جمعیت آن به ۵۱٬۱۶۶ تن کاهش یافت.

## تقسیمات
- بخش مرکزی
  - دهستان خفری
  - دهستان کمهر
  - دهستان شش پیر

شهر: اردکان (فارس)
- بخش همایجان
  - دهستان همایجان
  - دهستان سرناباد

شهر: هماشهر